# Bitwa koło przylądka Mindos
Bitwa morska koło przylądka Mindos – starcie zbrojne, które miało miejsce w roku 43 p.n.e.
Po zdobyciu Laodycei Syryjskiej oraz śmierci Publiusza Korneliusza Dolabelli, kolejnym celem Gajusza Kasjusza stała się wyspa Rodos, której mieszkańcy sprzyjali republikanom. Chcąc uniemożliwić flocie Kasjusza (80 jednostek) atak na wyspę, flota rodyjska licząca 33 okręty wyruszyła naprzeciwko wroga. Do bitwy doszło koło przylądka Mindos (Myndos). Walka była zacięta, a Rodyjczycy na swoich lekkich okrętach górowali szybkością nad ciężkimi penterami Kasjusza. W końcu wykorzystując liczebną przewagę, flota rzymska okrążyła jednostki rodyjskie, zdobywając 3 okręty z załogami i zatapiając dwa kolejne. Pozostałym okrętom rodyjskim, pomimo uszkodzeń udało się odpłynąć na Rodos. Kasjusz nie stracił żadnego okrętu, część z nich była jednak na tyle uszkodzona, że musiała powrócić do portu. Po bitwie flota senacka zaatakowała nieprzyjaciela na Rodos, zdobywając miasto po krótkim oblężeniu. W konsekwencji cała wschodnia część imperium dostała się pod panowanie dowódców wojsk senackich Gajusza Kasjusza i Marka Brutusa.